# Kuta Krueng (Samudera)
Kuta Krueng is een bestuurslaag in het regentschap Aceh Utara van de provincie Atjeh, Indonesië. Kuta Krueng telt 942 inwoners (volkstelling 2010).